# Dwór na wyspie w Goliszowie
Dwór na wyspie w Goliszowie – zabytkowy dwór wybudowany w XVI w., w miejscowości Goliszów – wsi w Polsce, w województwie dolnośląskim, w powiecie legnickim, w gminie Chojnów, nad Skorą.

## Historia
Renesansowy zabytek położony na wyspie był częścią zespołu dworskiego, w jego skład wchodziły jeszcze: rządcówka oraz naturalistyczny park z XVII-XIX w. z klonami, jesionami, wiązami, świerkami i modrzewiami. Obiekt, do którego prowadził most, otoczony był szeroką fosą. Obecnie po dworze zostały resztki cegieł.